# Machaonia martinicensis
Machaonia martinicensis là một loài thực vật có hoa trong họ Thiến thảo. Loài này được (DC.) Standl. mô tả khoa học đầu tiên năm 1940.